# 타이항공
타이항공(태국어: การบินไทย, 영어: Thai Airways International)은 태국의 국영 항공사이자, 국책 항공사이다. 본사는 방콕 짜뚜짝에 있다. 방콕의 수완나품 국제공항을 허브로 삼고 있으며 스타얼라이언스 창립 멤버로 방콕을 기반으로 한 저가 항공사인 녹에어의 지분 39%를 가지고 있다. 2010년 8월, 타이거 항공과 손잡고 태국에 기반을 둔 저가 항공사를 설립하기로 하였으며 지분은 타이 항공이 51%, 타이거 항공이 49%이다.

## 역사
1960년 스칸디나비아 항공과 태국의 국내선 항공사인 태국항공이 합작하여 설립되었다. 방콕에서 태국의 여러 지역으로 운항하는 저가 항공사 녹에어의 지분 39%를 가지고 있다. 아시아, 태평양 지역의 항공사로는 처음으로 런던에 취항했다. 1960년 5월 1일 상업비행을 시작했다. 초기에는 태국에서 아시아 지역의 9개 도시에 취항했다. 1967년 대한민국과 항공 협정을 체결 하면서 1968년에 취항했다. 1971년 대륙간 항공편이 개설되어 오스트레일리아 시드니로 취항했으며 다음 해에 유럽으로 취항했다. 1980년에 북아메리카 지역으로 취항하기 시작했다. 1982년 대한민국 지점이 개설했으며 1988년 여전히 태국의 국내선 노선만 운항을 맡고 있던 타이 에어웨이즈와 합병하여 현재의 회사로 만들어졌다. 1991년 6월 25일 태국의 증권 거래소에 주식을 상장했다. 1997년 5월 14일 루프트한자, 스칸디나비아 항공, 에어 캐나다, 유나이티드 항공과 함께 세계 최초이자 최대의 항공사 동맹체인 스타얼라이언스를 창설했다.
태국 교통부 산하 국영 기업이다. 태국 증권 거래소에 1991년 상장 등록되었으며 태국 재무부가 50% 이상의 주식을 소유한 지배 주주이다.
40년 동안 수익을 내다가 2008년 막대한 연료 비용과 태국의 정치상황으로 인해 처음으로 약 210억 바트의 손실을 입었다. 2009년 상반기 현재 일련의 구조 조정 조치를 단행한 후 다시 25억 바트의 순이익을 올렸다. 2010년 8월 싱가포르의 저가 항공사인 타이거 항공은 2011년 1분기까지 합작 저가 항공사를 방콕에 타이 타이거 항공을 설립할 계획이라고 발표했으나 태국 정부의 결정 연기로 인해 무기한 보류되었다. 2006년 영국의 항공전문 평가기관인 스카이트랙스에서 세계 최우수 항공사로 선정되었다. 2009년에 방콕 수완나품 국제공항의 퍼스트 클래스 라운지가 세계 1위로 선정되었다. 2012년에 에어버스 A380-800 항공기 6대를 투입해 유럽 노선에 도입될 계획에 이어 태국의 저가 항공사인 타이 스마일 항공도 별도로 설립되었다. 현재 타이항공은 방콕 수완나품 국제공항에서 34개국 78개 지역으로 운항하며 35대의 항공기를 보유하고 있다.
지난 2020년부터 확산된 코로나19 범유행 사태로 경영위기사태로 타이 항공의 소유주인 태국 정부는 타이 항공의 기업회생절차에 돌입하기로 결정하였다.

## 운항 노선

### 코드쉐어 협정
- 타이항공은 다음과 같은 항공사와 코드쉐어 협정을 맺고 있다.[10][11]

| - 가루다 인도네시아 항공 (스카이팀) - 걸프 에어 - 녹에어 - 라오 항공 - 로열 브루나이 항공 - 말레이시아 항공 (원월드) - 미얀마 국제항공 - 방콕 항공 - 베트남 항공 (스카이팀) | - 스칸디나비아 항공 (스카이팀) - 아시아나항공 (스타얼라이언스) - 에어 링구스 - 에어 마다가스카르 - 에어 오스트랄 - 에미레이트 항공 - 엘알 이스라엘 항공 - 일본항공 (원월드) - 일본 트랜스오션 항공 (원월드) | - 중국남방항공 - 중화항공 (스카이팀) - 터키항공 (스타얼라이언스) - 파키스탄 국제항공 |  |

## 보유 기종
- 2024년 2월 기준으로 타이항공은 다음과 같은 기종을 보유하고 있으며 평균 기령은 7.8년이다.[12][13]

## 타이 카고
타이 카고(영어: Thai Cargo)는 타이항공의 자회사이자 화물 항공사로 주로 타이항공의 허브 공항과 국제공항의 화물 수송을 하고 있으며 과거에는 보잉 747-400BCF와 보잉 777F 화물기를 운용하였으나 현재는 여객기 화물칸을 이용하여 수송을 하고 있고 허브 공항은 수완나품 국제공항을 두고 있다.

## 사건 및 사고
- 타이항공 114편 사고
- 타이항공 261편 추락 사고
- 타이항공 311편 추락 사고
- 타이항공 601편 사고
- 타이항공 620편 사고
- 타이항공 679편 사고

## 사진

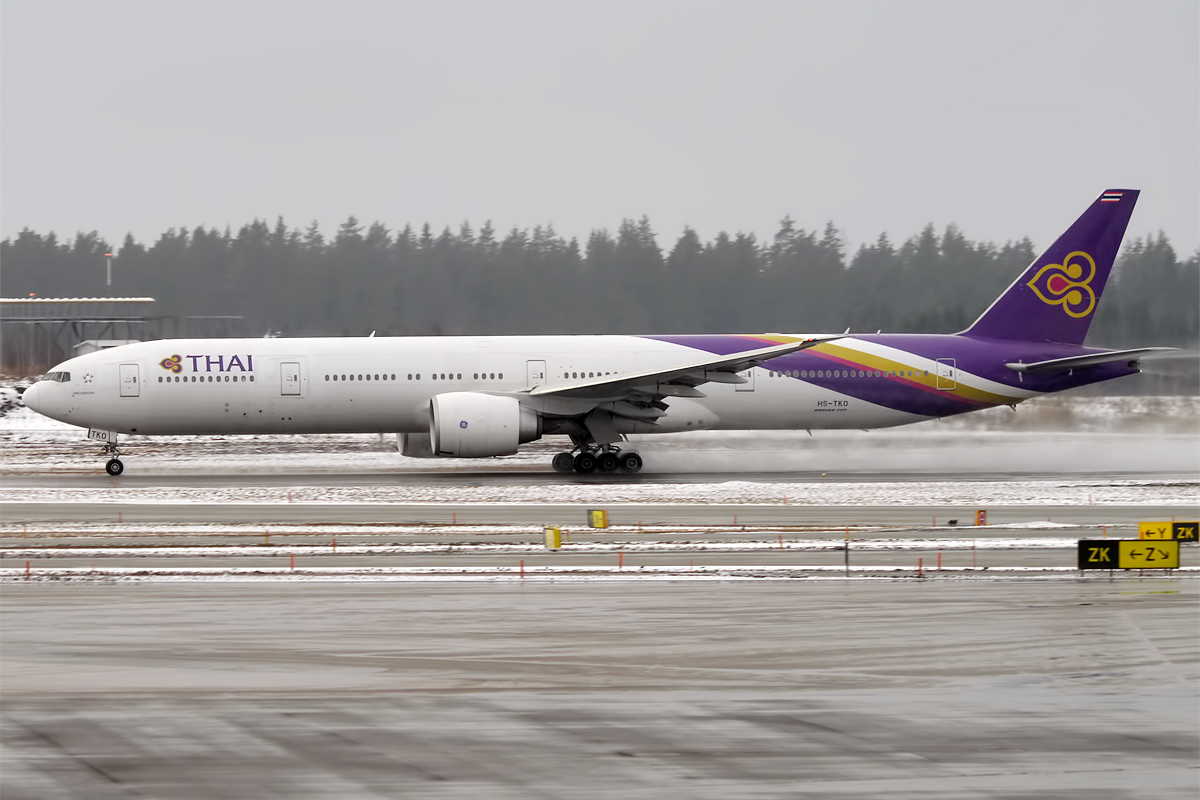
타이항공의 보잉 777-300ER
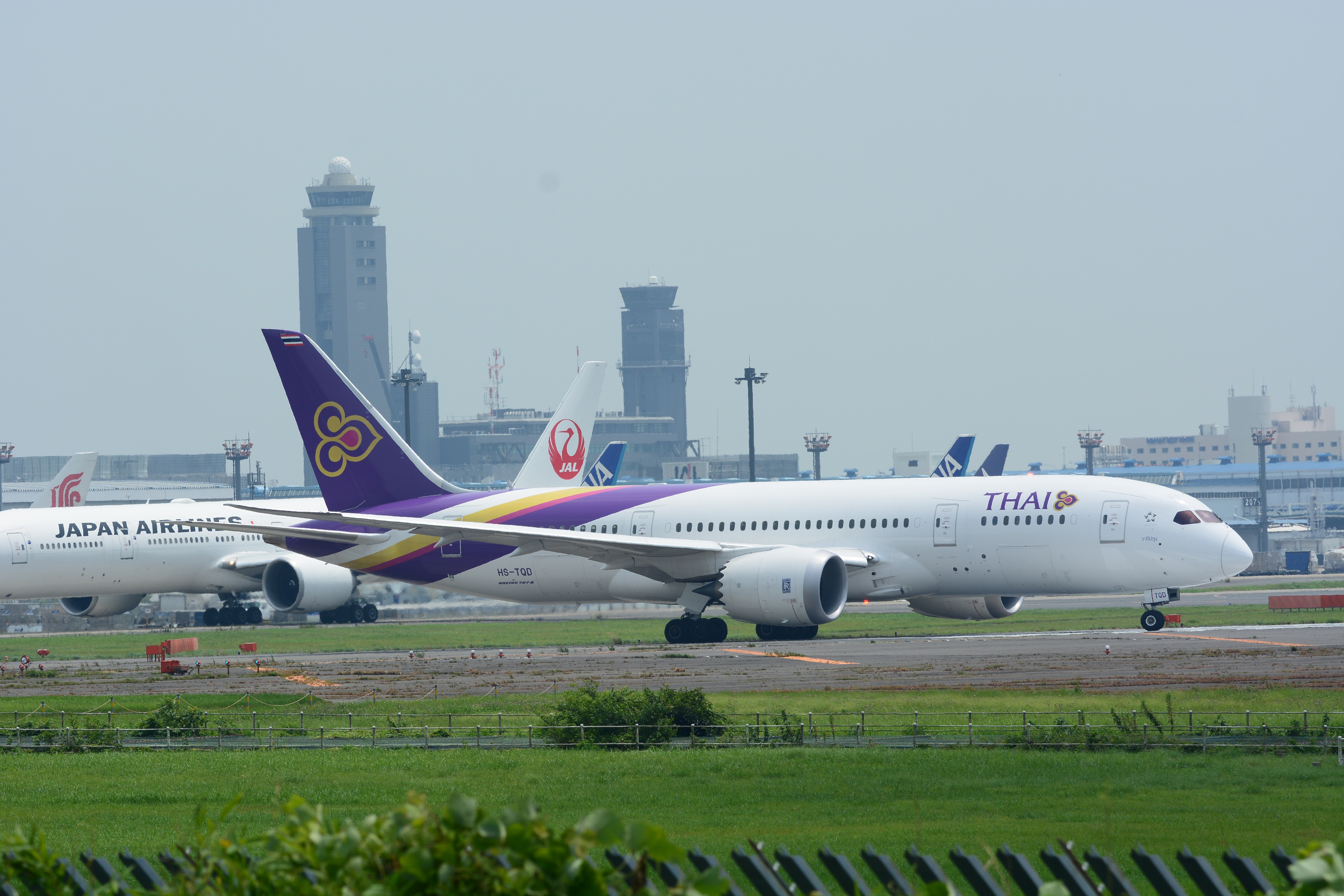
타이항공의 보잉 787-8
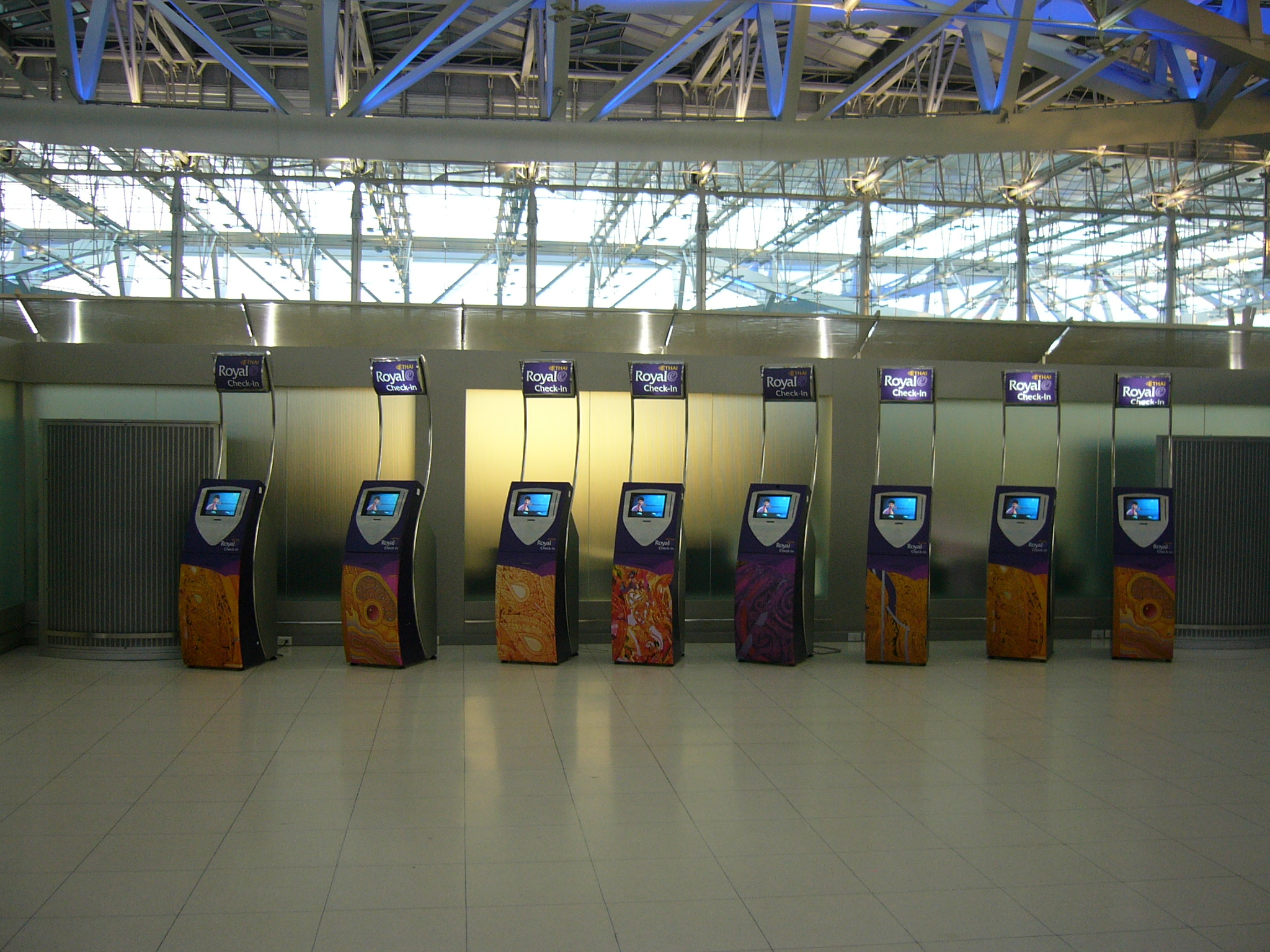
타이항공의 셀프체크인 기기
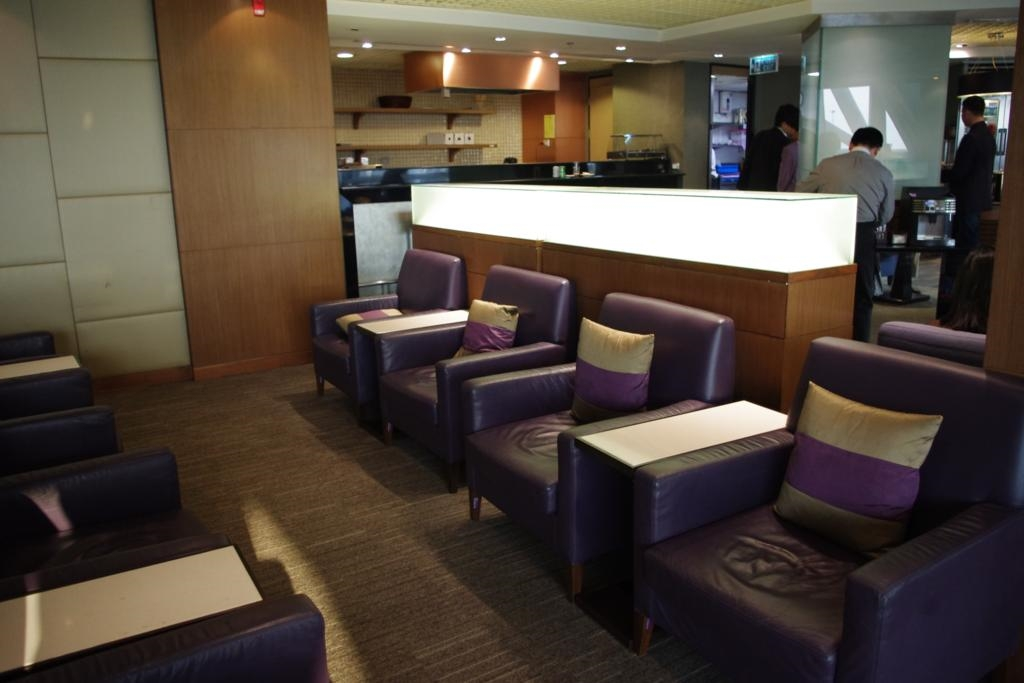
수완나품 공항 내에 있는 타이항공 로얄 실크 라운지
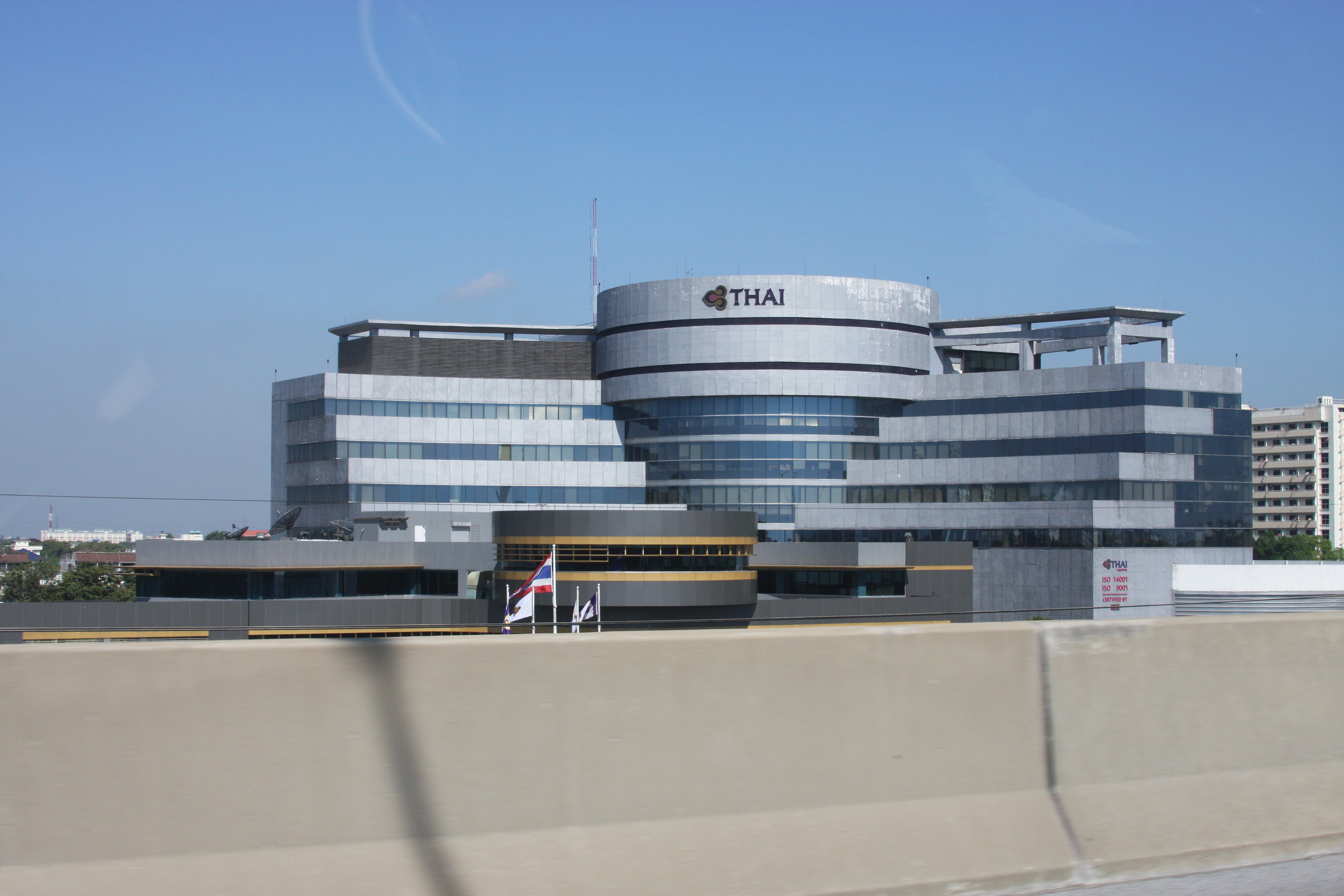
타이항공의 돈므앙 국제공항 지사
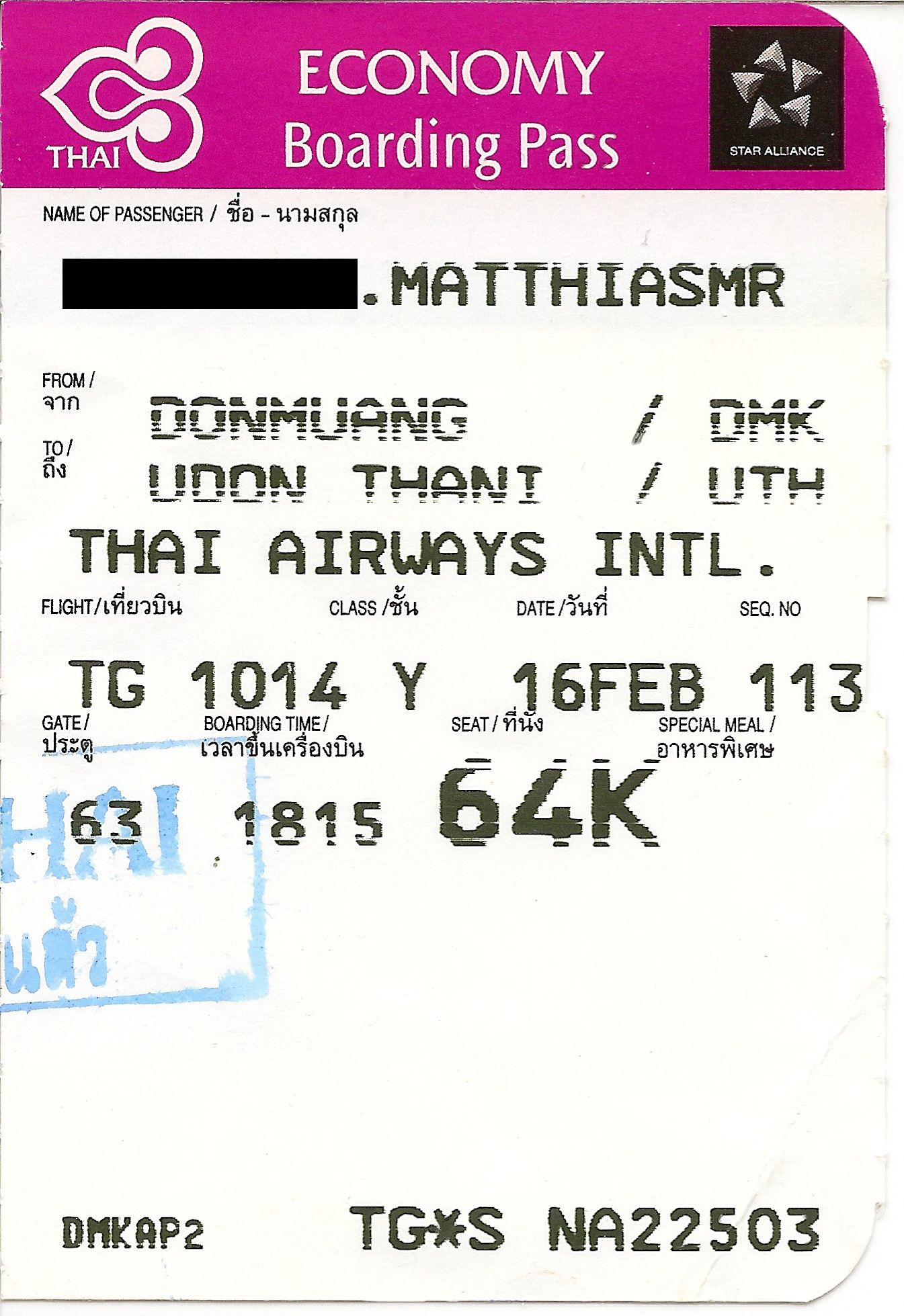
타이항공의 이코노미 티켓 (구형)
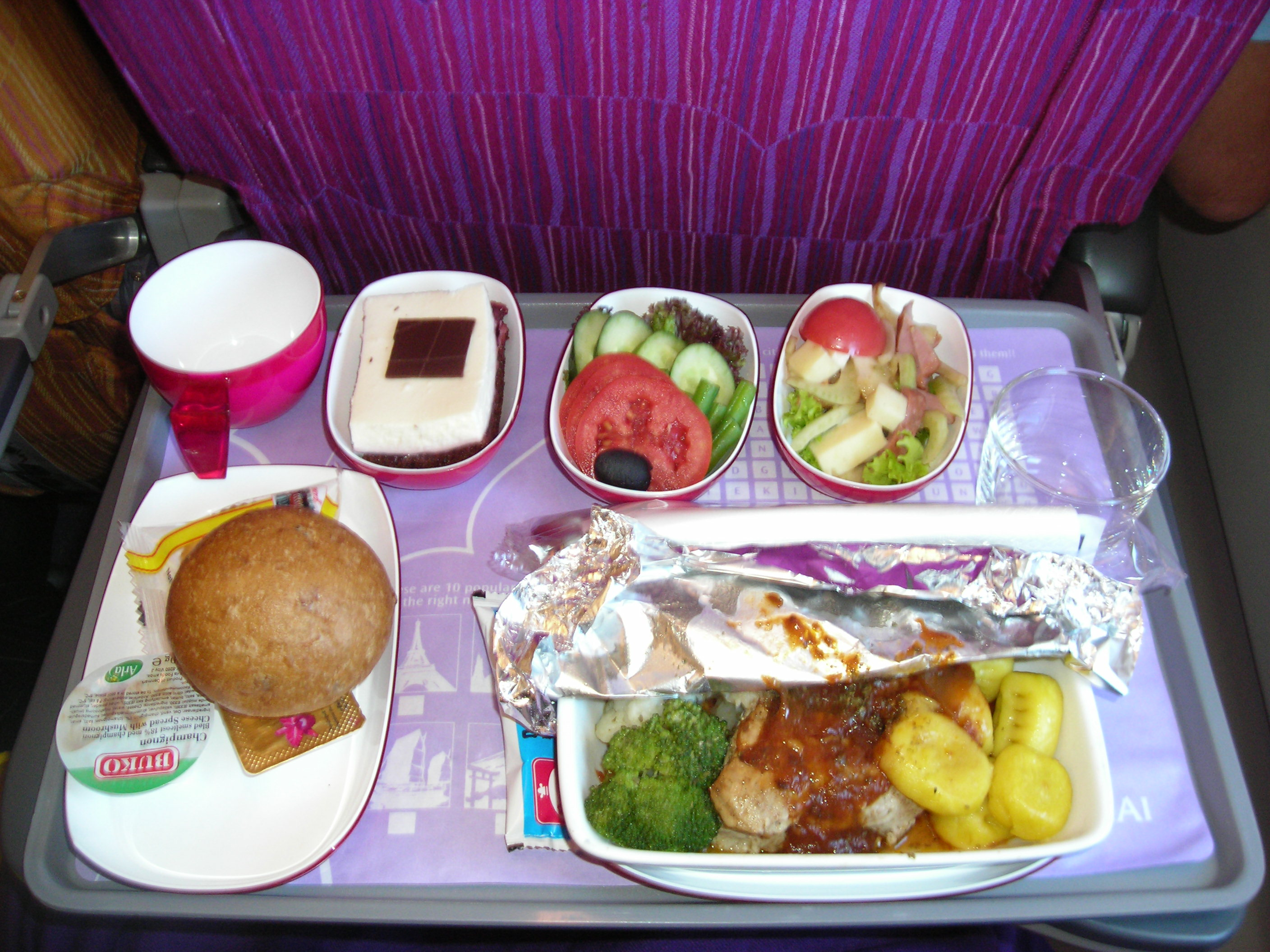
타이항공의 이코노미 기내식
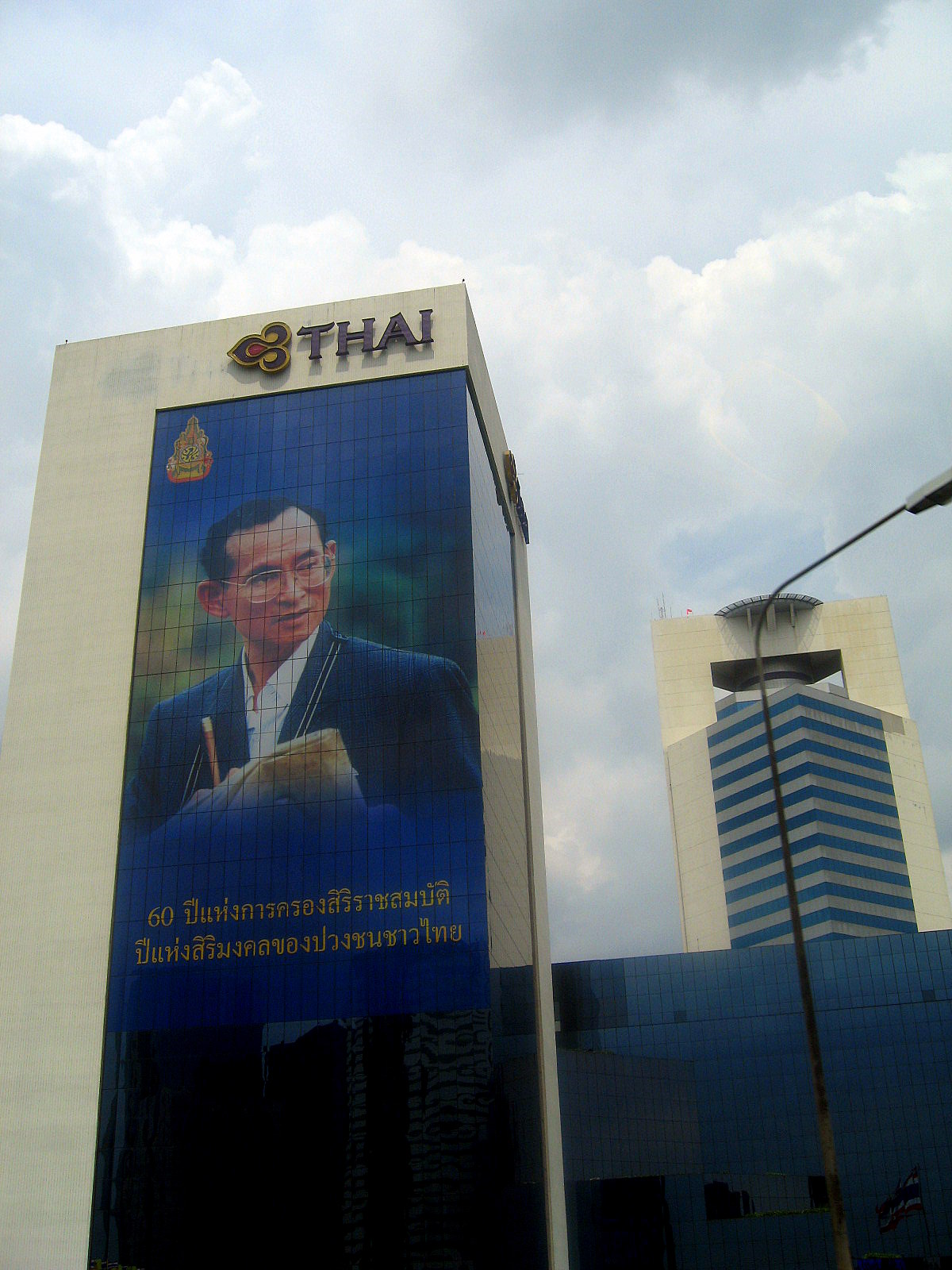
타이항공의 본사

## 같이 보기
- 태국의 항공사 목록
- 태국의 교통